# Bilhar nos Jogos da Ásia Oriental de 2009
As competições de bilhar nos Jogos da Ásia Oriental de 2009 aconteceram entre 3 e 7 de dezembro. Oito eventos foram disputados.

## Calendário
| Dezembro | 2 | 3 | 4 | 5 | 6 | 7 | 8 | 9 | 10 | 11 | 12 | 13 | Finais |
| -------- | - | - | - | - | - | - | - | - | -- | -- | -- | -- | ------ |
| Bilhar   |   |   |   | 3 | 3 | 2 |   |   |    |    |    |    | 8      |

## Quadro de medalhas
| Ordem | País          | Medalha de ouro | Medalha de prata | Medalha de bronze |    |
| ----- | ------------- | --------------- | ---------------- | ----------------- | -- |
| 1     | China         | 3               | 3                | 1                 | 7  |
| 2     | Hong Kong     | 2               | 1                | 1                 | 4  |
| 3     | Coreia do Sul | 2               |                  | 2                 | 4  |
| 4     | Japão         | 1               | 2                | 1                 | 4  |
| 5     | Taipé Chinesa |                 | 2                | 3                 | 5  |
| TOTAL | TOTAL         | 8               | 8                | 8                 | 24 |

## Medalhistas
| Evento                                               | Ouro              | Prata                | Bronze            |
| Snooker individual masculino (detalhes)              | CHN Tian PengFei  | CHN Yu Delu          | TPE Wu Yu-Lun     |
| Snooker por equipes masculino (detalhes)             | HKG Hong Kong     | TPE Taipé Chinês     | CHN China         |
| Snooker Super 6 masculino (detalhes)                 | CHN Yu Delu       | CHN Tian PengFei     | TPE Wu Yu-Lun     |
| Snooker Super 6 feminino (detalhes)                  | CHN Chen Xue      | CHN Bi ZhuQing       | KOR Cha You Ram   |
| Bilhar inglês individual masculino (detalhes)        | KOR Hwang Chul Ho | HKG Lee Eric         | HKG Lee Chen Man  |
| Bilhar americano 9 bolas masculino (detalhes)        | HKG Kwok Chi Ho   | TPE Yang Ching-Shun  | JPN Oi Naoyuki    |
| Bilhar americano 9 bolas feminino (detalhes)         | KOR Kim Ga Young  | JPN Kawahara Chihiro | TPE Lin Yuan-Chun |
| Carambola 1 almofada individual masculino (detalhes) | JPN Mori Yoichiro | JPN Machida Tadashi  | KOR Lim Hyun Sung |